# Gmina Valdemarsvik
Gmina Valdemarsvik (szw. Valdemarsviks kommun) – gmina w Szwecji, w regionie Östergötland, z siedzibą w Valdemarsvik.
Pod względem zaludnienia Valdemarsvik jest 242. gminą w Szwecji. Zamieszkuje ją 8159 osób, z czego 49,38% to kobiety (4029) i 50,62% to mężczyźni (4130). W gminie zameldowanych jest 141 cudzoziemców. Na każdy kilometr kwadratowy przypada 11,04 mieszkańca. Pod względem wielkości gmina zajmuje 134. miejsce.